# Ride (film, 2018)
Pour les articles homonymes, voir Ride (homonymie).
Pour plus de détails, voir Fiche technique et Distribution.
Ride est un film italien réalisé par Valerio Mastandrea, sorti en 2018.

## Synopsis
Une mère de famille doit faire face à la mort de son mari au travail avec son fils de 10 ans.

## Fiche technique
- Titre : Ride
- Réalisation : Valerio Mastandrea
- Scénario : Enrico Audenino et Valerio Mastandrea
- Photographie : Andrea Fastella
- Montage : Mauro Bonanni
- Production : Paolo Bogna et Simone Isola
- Société de production : Kimerafilm et Rai Cinema
- Pays :  Italie
- Genre : Drame
- Durée : 95 minutes
- Dates de sortie : 
  -  Italie : 29 novembre 2018

## Distribution
- Chiara Martegiani : Carolina
- Renato Carpentieri : Cesare Secondari
- Stefano Dionisi : Nicola Secondari
- Arturo Marchetti : Bruno Secondari
- Mattia Stramazzi : Ciccio
- Milena Vukotic : Ada
- Giancarlo Porcacchia : Morbido
- Walter Toschi : Ictus
- Giordano De Plano : Paolo
- Silvia Gallerano : Sonia
- Milena Mancini : Marta
- Emanuel Bevilacqua : Aldo
- Lino Musella : Mauro Secondari

## Distinctions
Le film est nommé au David di Donatello du meilleur réalisateur débutant.